# Günther Burstyn
Günther Burstyn (Bad Aussee, 6 luglio 1879 – Korneuburg, 15 aprile 1945) è stato un militare austro-ungarico.
Nel 1911 progettò un veicolo corazzato che è generalmente considerato uno dei più validi precursori dei carri armati. Dopo la prima guerra mondiale scrisse diverse istruzioni tattiche per l'impiego delle forze corazzate, prima per l'Esercito Federale Austriaco e successivamente per la Wehrmacht.

## Biografia
Cresciuto in Stiria, figlio di un funzionario delle ferrovie statali da cui Günther ereditò l'interesse per la tecnica, quand'ebbe terminato la carriera scolastica, Burstyn scelse la carriera militare e, dopo aver ottenuto il diploma da ufficiale alla Pionierkadettenschule (Scuola per allievi ufficiali pionieri) di Hainburg, fu assegnato come alfiere al reggimento telegrafisti e ferrovieri.
Acquisito il grado di tenente, nel 1911 sottopose al ministero della guerra tedesco ed al ministero della guerra austro-ungarico il progetto di un veicolo corazzato  indicato da lui come Motorgeschütz (Arma semovente). Le caratteristiche di questo veicolo erano notevolmente avanzate per il periodo, proponendo soluzioni che pochi anni dopo sarebbero diventate normali per i carri armati, come la propulsione su cingoli e l'armamento principale in torretta ruotante.
Con la presentazione del suo veicolo sia nell'Impero Austro-Ungarico sia nell'Impero di Germania ottenne due rifiuti nel primo caso per mancanza di fondi dell'Esercito Austro-Ungarico, nel secondo perché «il Motorgeschütz non è adatto a compiti militari».
Diventato capitano, Burstyn partecipò alla prima guerra mondiale terminandola con il grado di maggiore.
Dopo essere stato messo in congedo temporaneo, nel 1920 si arruolò nell'Esercito Federale Austriaco (Bundesheer in tedesco). Un anno dopo divenne tenente colonnello, e direttore della collezione storico-tecnica del Wiener Heeresmuseums (Museo dell'Esercito di Vienna).
Nel 1934 fu trasferito al Ministero Federale della Difesa, come  consulente delle costruzioni generali. Prima di essere posto nella riserva ebbe una promozione per merito, soprattutto per l'intuito che aveva avuto nella progettazione del Motorgeschütz, considerando che i tempi erano cambiati ed in quel periodo le autorità tedesche pensavano che veicoli simili al suo potessero avere qualche utilità bellica.
Dopo un'operazione agli occhi viene reinserito nelle forze corazzate e sviluppò varie sistemi per ostacolare l'avanzata dei carri armati (Panzerfalle). Scrisse inoltre diversi lavori sui mezzi corazzati, per cui nel 1940 ricevette da Guderian una lettera di riconoscimento.
Nel 1941 ottenne la Croce al merito di guerra per i suoi lavori nel campo dei veicoli corazzati. Nel 1944 la Scuola Superiore Tecnica di Vienna gli assegnò una laurea honoris causa.
Il 15 aprile 1945, a Korneuburg, quando l'Armata Rossa giunse a Vienna, Burstyn, ormai sessantaseienne e quasi completamente cieco, si suicidò per il timore di essere arrestato.